# Wysoka Grań

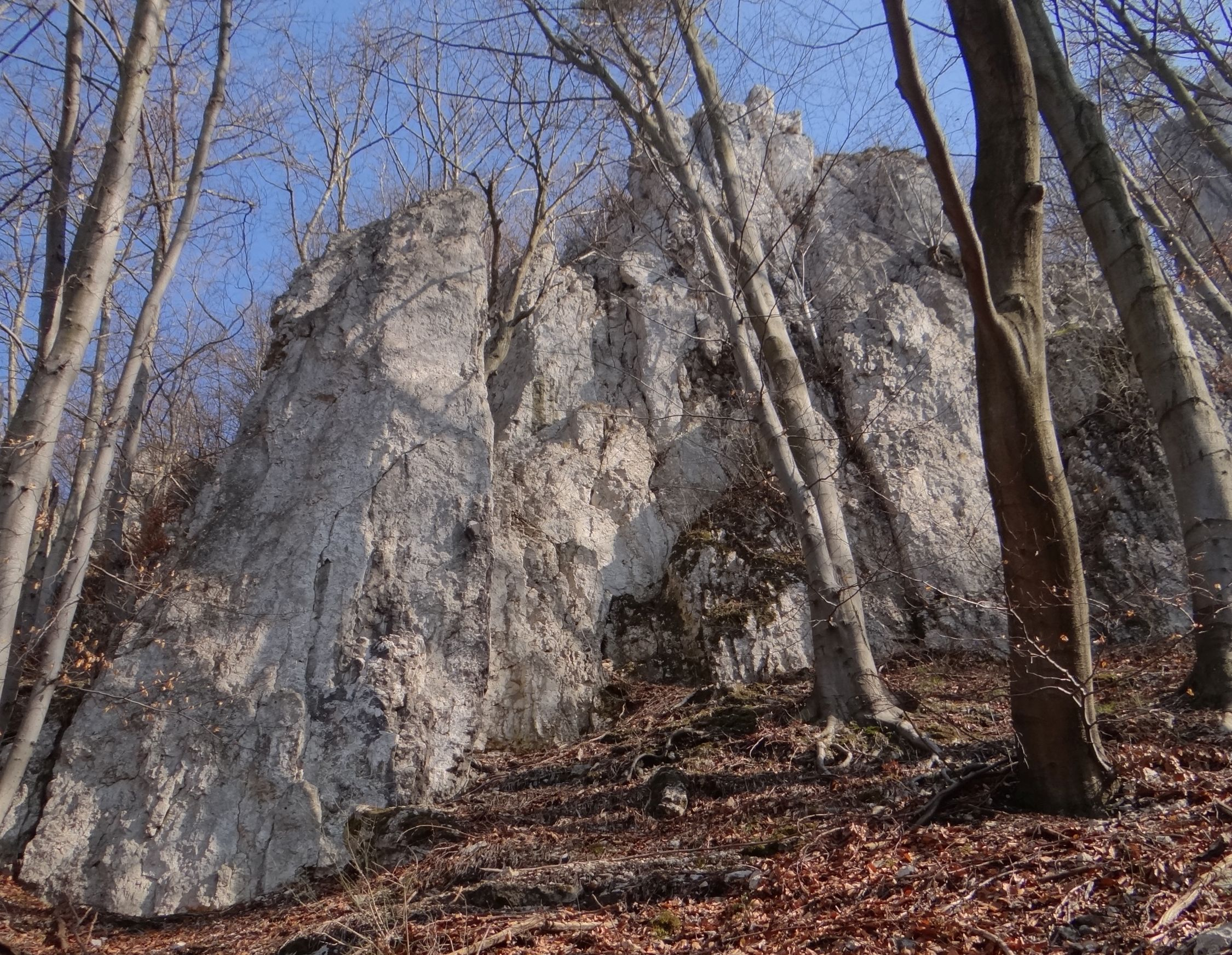

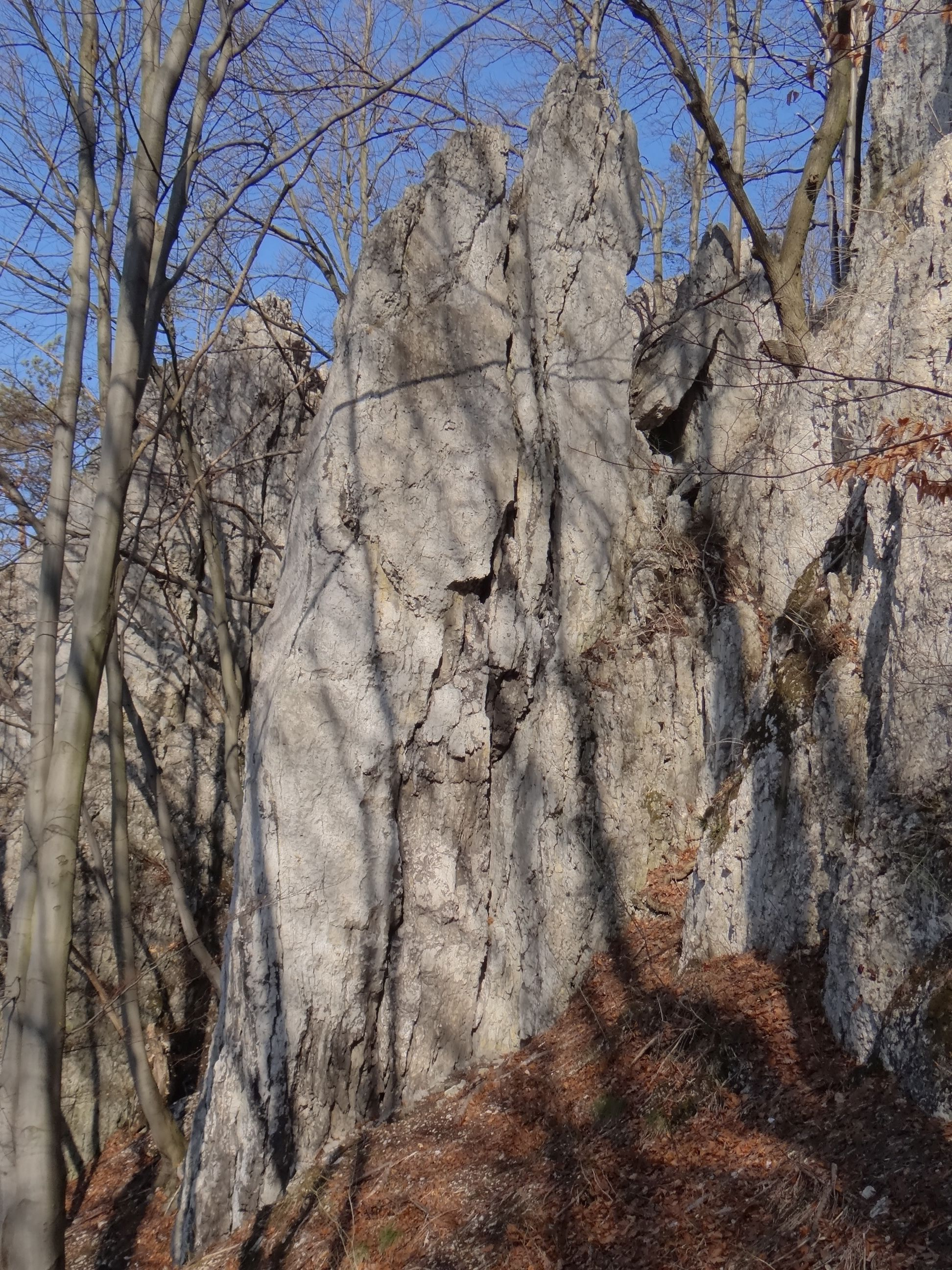

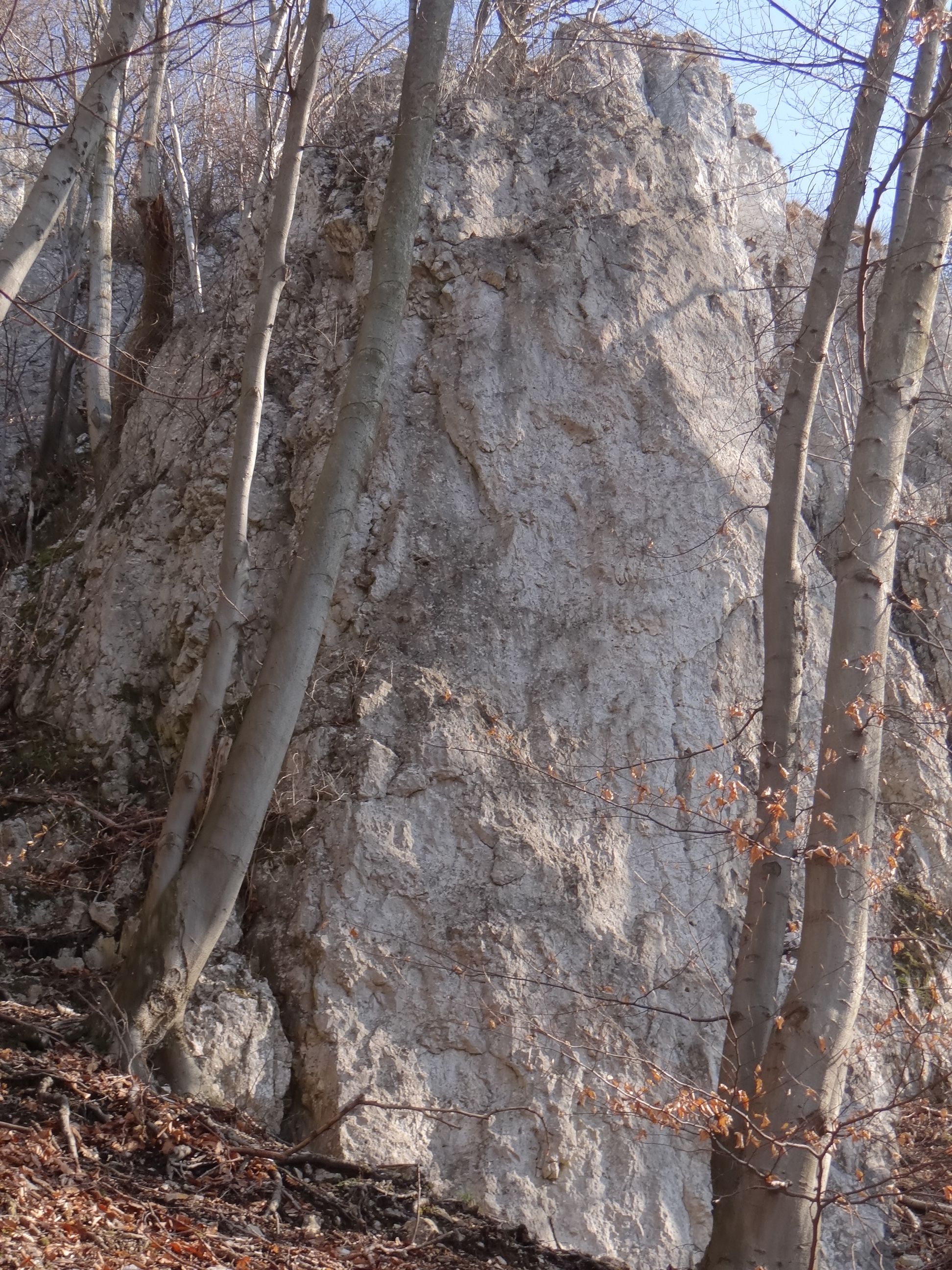

Wysoka Grań – grupa skał w Dolinie Będkowskiej na Wyżynie Krakowsko-Częstochowskiej, administracyjnie w granicach wsi Będkowice w województwie małopolskim, w powiecie krakowskim, w gminie Wielka Wieś. Znajduje się w orograficznie lewych zboczach tej doliny, pomiędzy Sokolicą a Wąwozem Będkowickim. Poniżej niej znajduje się widoczna z dna doliny Baszta nad Wodą.
Zbudowana z wapieni Wysoka Grań należy do Grupy Wysokiej i znajduje się w niej pomiędzy Granią za Wysoką a Wysoką, na szczycie zboczy w bukowym lesie. Skały mają wysokość 8–12 m, są miejscami połogie, miejscami pionowe i są w nich filary, kominy i zacięcia

## Drogi wspinaczkowe
Na ścianach zachodnich i południowych jest 12 dróg wspinaczkowych o trudności od IV do VI.1+ w skali Kurtyki. Tylko niektóre drogi mają zamontowane stałe punkty asekuracyjne w postaci haków (h) i ringów (r). Skała ma niewielką popularnść wśród wspinaczy skalnych.
Mała Turniczka i Wysoka Grań
1. Wysoka Grań; IV, 18 m
2. Księżycówka; V, 10 m
3. Absolut; 3h, VI+, 10 m
4. Lewe popękania; 2h, V, 14 m
5. Prawe popękania; 1h, V, 14 m

Mała Turniczka, ściana południowa
1. Smirnoff; VI.1+, 10 m
2. Dawidoff; V, 10 m

Wysoka Grań, ściana południowa I
1. Renesansowy filarek; 3r + ST VI+, 10 m
2. Romańska rysa; VI+, 9 m
3. Gotycka rysa; VI.1+, 9 m
4. Gotycki łuk; VI+, 9 m

Wysoka Grań, ściana południowa II
1. 6 na 9; V+, 7 m[2].